# Slaven-Potpourri
Das Slaven-Potpourri ist eine Komposition von Johann Strauss (Sohn) (op. 39). Sie wurde am 27. März 1847 im Tanzlokal zum Sperl in Wien erstmals aufgeführt.